# محمد بن عبدالقادر اغریسی
محمد بن عبدالقادر بن علی اغریسی با نسبت‌های راشدی و حسنی، قاضی، فقیه مالکی الجزایری در سدهٔ نوزدهم میلادی/سیزدهم هجری بود. از اهالی وادی حمام در استان معسکر بود. به فاس کوچید و چند سال آنجا ماندگار بود. سپس به طنجه رفت و پس از آن به تونس. در قسنطینه قضاوت را عهده‌دار شد.